# 尼爾斯峰
尼爾斯峰（英語：Niels Peak）是南極洲的山峰，位於東部南極洲的毛德皇后地，屬於奧爾萬山脈中加加林山脈的一部分，處於內爾高峰以北6公里，海拔高度2,525米，現時受南極條約體系管理。